# Dolium
Ein Dolium (lateinisch, Plural dolia) ist ein fassförmiges Tongefäß, das in weiten Teilen des Römischen Reichs zur Lager- und Vorratshaltung verwendet wurde.

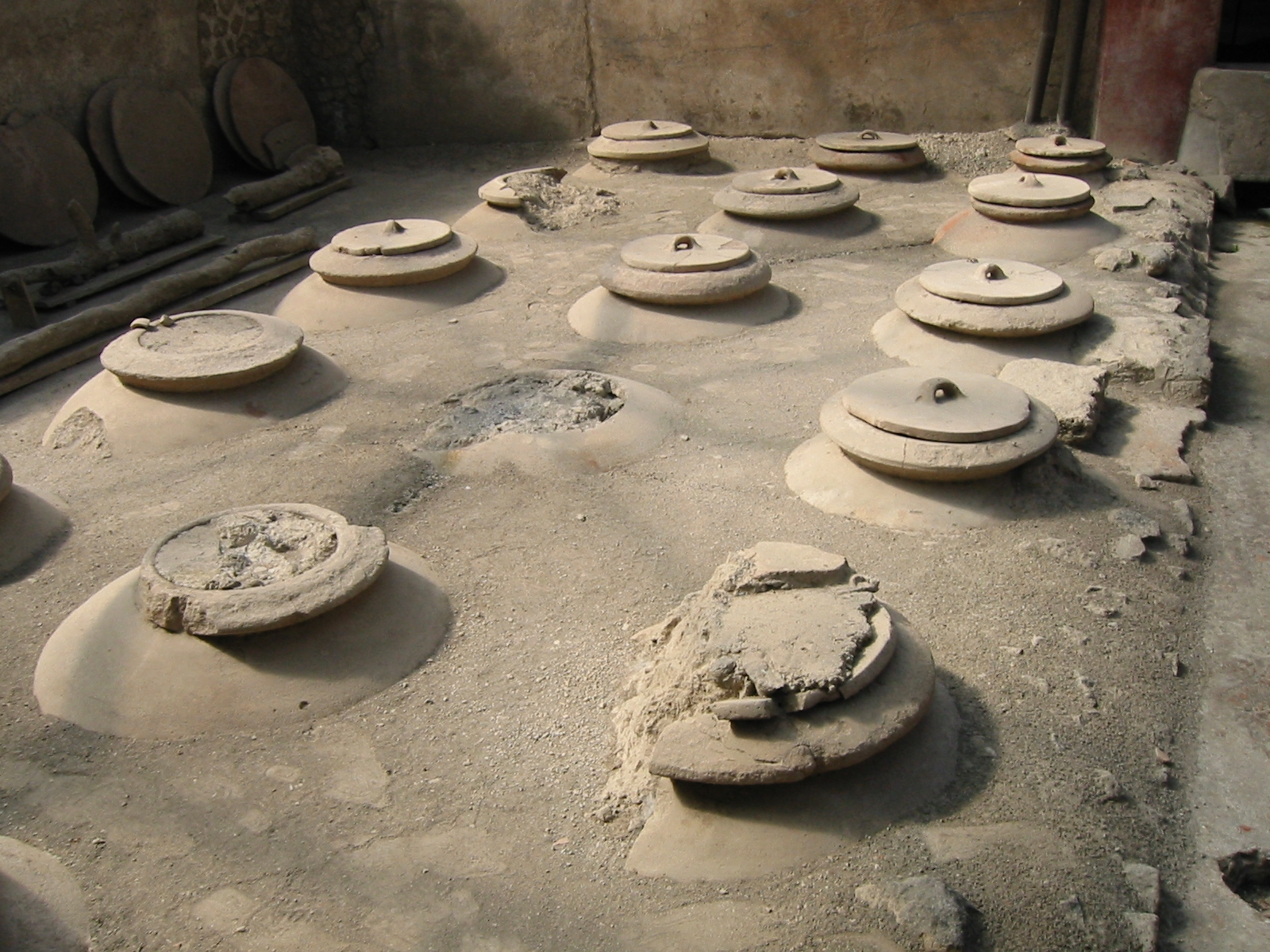
Eingegrabene dolia in der Villa Boscoreale, teilweise mit Deckeln.

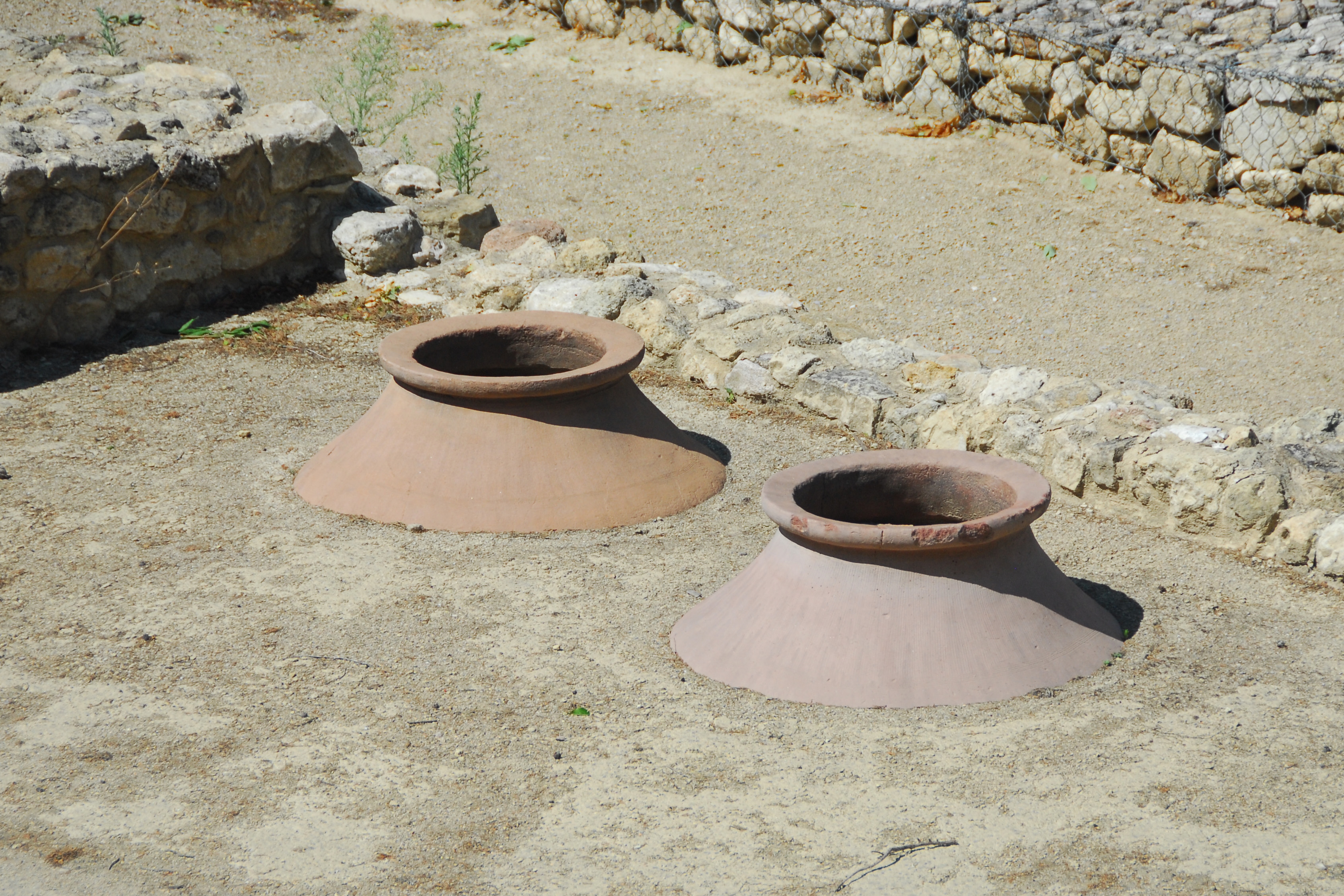
Zwei eingegrabene dolia im Oppidum von Ensérune.

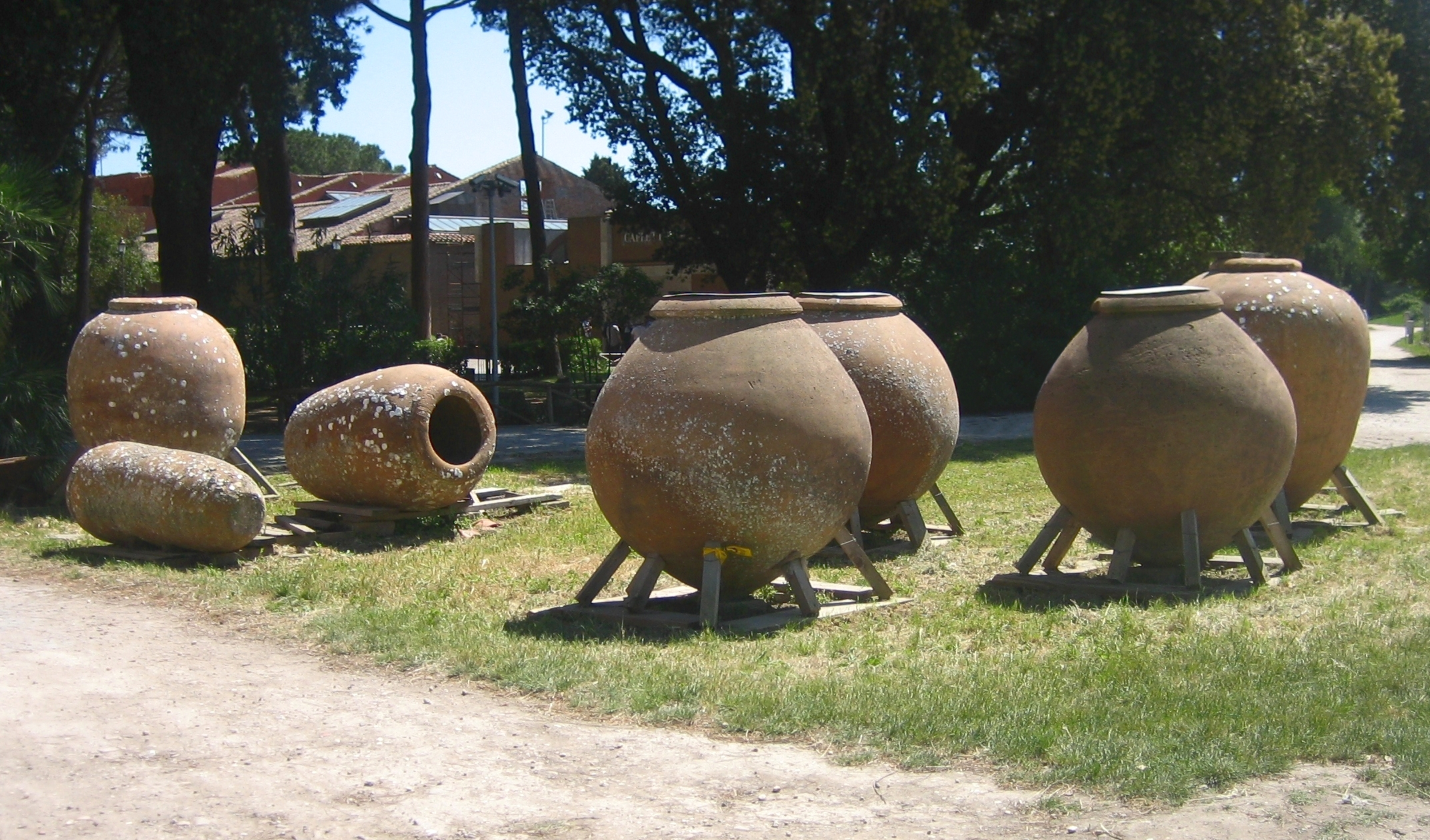
Dolia in Ostia.

## Ware
Dolia haben meist einen bauchigen Körper ohne oder mit einem gering ausgeprägten Hals. Die Mündung ist in der Regel weit, um eine einfache Inhaltsentnahme zu ermöglichen. Der Rand springt nach innen vor und ist meist horizontal gestaltet. Die Abdeckung erfolgte mit Deckeln aus Holz oder Ton. Der Boden besitzt eine ebene Standfläche. Da die Gefäße für Töpferscheiben zu groß waren, wurden dolia häufig in Aufbautechnik mit einzelnen, übereinandergelegten Strängen geformt. Auf dem Rand oder dem Deckel finden sich vereinzelt Ritzungen oder Graffiti mit Inhalts- oder Gewichtsangaben.
Das Fassungsvermögen der tönernen Fässer konnte bis zu 2500 Litern betragen. Hergestellt wurden sie besonders im westlichen Mittelmeerraum. Kleinere Produktionsstätten existierten aber auch in den germanischen Provinzen, etwa in Augst oder Köln.

## Verwendung
Funktional löste das dolium die pithoi ab. Im Gegensatz zu den Amphoren dienten die dolia weniger dem Transport als der Lagerung. Besonders wurden sie zur Lagerung und Gärung von Wein verwendet. Aus diesem Grund sind sie oft an der Innenseite mit Pech ausgestrichen.
Dolia werden häufig in den Lagerräumen (cella vinariae) oder im Hof großer Villenanlagen gefunden. Ebenfalls häufig sind sie im Lagerbereich großer Überseehäfen wie in Ostia und Marseille (Massilia). Zur besseren Kühlung wurden sie üblicherweise in den Boden eingegraben.
Wie die Amphoren und die gesamte Schwerkeramik wurden dolia später sekundär wiederverwendet. Sie konnten in größerer Zahl zur Planierung eines Baugrunds eingesetzt werden, kleinere Fragmente dienten zum Bau von Öfen und Herdstellen. In Siedlungen wurden sie gelegentlich eingegraben als Urinal verwendet. Schließlich sind sie durch Funde im Bestattungswesen als einfache Abdeckung und Sargersatz oder zur Bergung des Leichenbrands belegt.